# Lill-Stensjön (Hotagens socken, Jämtland, 712909-144058)
Lill-Stensjön är en sjö i Krokoms kommun i Jämtland och ingår i Ångermanälvens huvudavrinningsområde. Sjön har en area på 0,48 kvadratkilometer och ligger 557 meter över havet. Lill-Stensjön ligger i Gråberget-Hotagsfjällen Natura 2000-område. Sjön avvattnas av vattendraget Svaningsån (Dunnervattenån).

## Delavrinningsområde
Lill-Stensjön ingår i det delavrinningsområde (712852-143931) som SMHI kallar för Utloppet av Lill-Stensjön. Medelhöjden är 586 meter över havet och ytan är 7,58 kvadratkilometer. Räknas de 6 avrinningsområdena uppströms in blir den ackumulerade arean 42,45 kvadratkilometer. Svaningsån (Dunnervattenån) som avvattnar avrinningsområdet har biflödesordning 3, vilket innebär att vattnet flödar genom totalt 3 vattendrag innan det når havet efter 289 kilometer. Avrinningsområdet består mestadels av skog (84 procent). Avrinningsområdet har 0,48 kvadratkilometer vattenytor vilket ger det en sjöprocent på 6,3 procent.